# 大板镇 (阜新县)
大板镇，是中华人民共和国辽宁省阜新市阜新蒙古族自治县下辖的一个乡镇级行政单位。

## 行政区划
大板镇下辖以下地区：
大板村、朝阳寺村、山岳村、三家子村、各力各村和衙门村。